# Haloschizopera apprisea
Haloschizopera apprisea är en kräftdjursart som beskrevs av Gee och Fleeger 1990. Haloschizopera apprisea ingår i släktet Haloschizopera och familjen Diosaccidae. Inga underarter finns listade i Catalogue of Life.